# Nikelszky Géza
Nikelszky Géza (Szatmárnémeti, 1877. július 28. – Pécs, 1966. szeptember 11.) iparművész, festő.

## Élete
Tanulmányait a budapesti Iparművészeti Iskola díszítőfestő szakán (1892–1897) végezte, utána egy évig Hollósy Simon magániskolájába járt Münchenben. 1899-től több mint fél évszázadon át, egészen 1951-ig a pécsi Zsolnay porcelángyár tervezője volt. 
Munkáit a Műcsarnokban (1938), a Nemzeti Szalonban (1944), az Iparművészeti Múzeumban (1955), és több alkalommal Pécsett állította ki. Kerámiáiban a népi formákat szecessziós stílussal ötvözte. Több darabját a budapesti Iparművészeti Múzeum és a pécsi múzeum őrzi, az utóbbiban néhány akvarellje is található. 1951-től a Janus Pannonius Múzeumban dolgozott.
1900-tól kezdve többször publikált a Pécsi Naplóban, tárcákat, novellákat, verseket, karikatúrákat jelentetett meg. Emellett műkritikákat írt, portrét és tájképet festett, ex libriseket készített.

## Főbb munkái
- Az egykori bukovinai Takarékpénztár épületének homlokzata (Csernyivci, 1900)
- A Zsolnay-gyár művészete (Pécs, 1959)
- A Szecessziós Magazin előzetes kiadványa